# Trem das serras

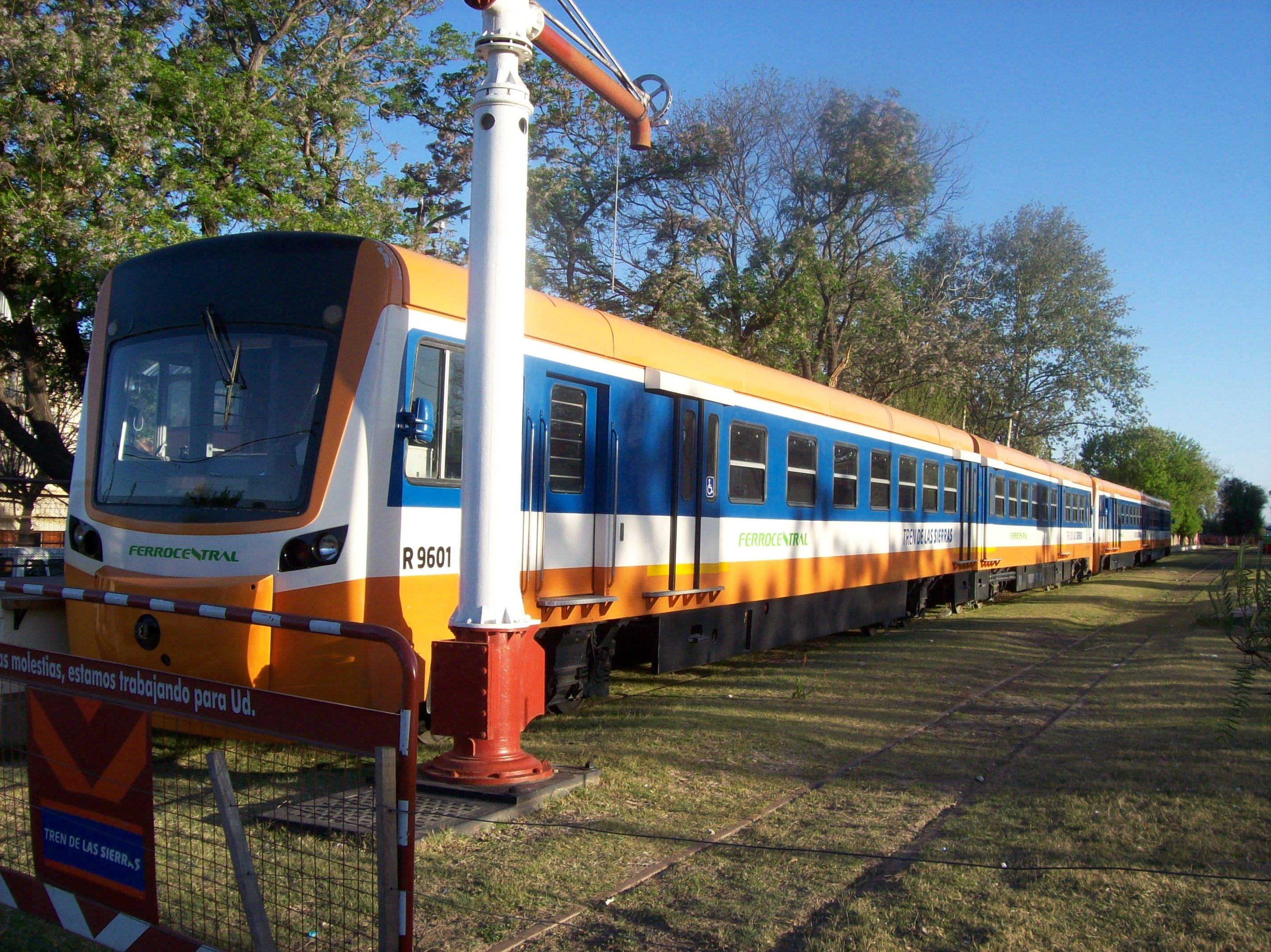
Formação do Trem das Serras na Estação Cosquín.

O Trem das Serras é, em 2008, o único ferrocarril de características turísticas que percorre as paisagens serranas da província argentina de Córdoba. Ainda que a atual seja uma denominação comercial, em seu início o ramal serviu fundamentalmente como meio de transporte de cargas entre a Cidade de Córdoba e Cruz del Eje. Posteriormente foi incorporado ao Ferrocarril General Manuel Belgrano como seu ramal A-1.

## História

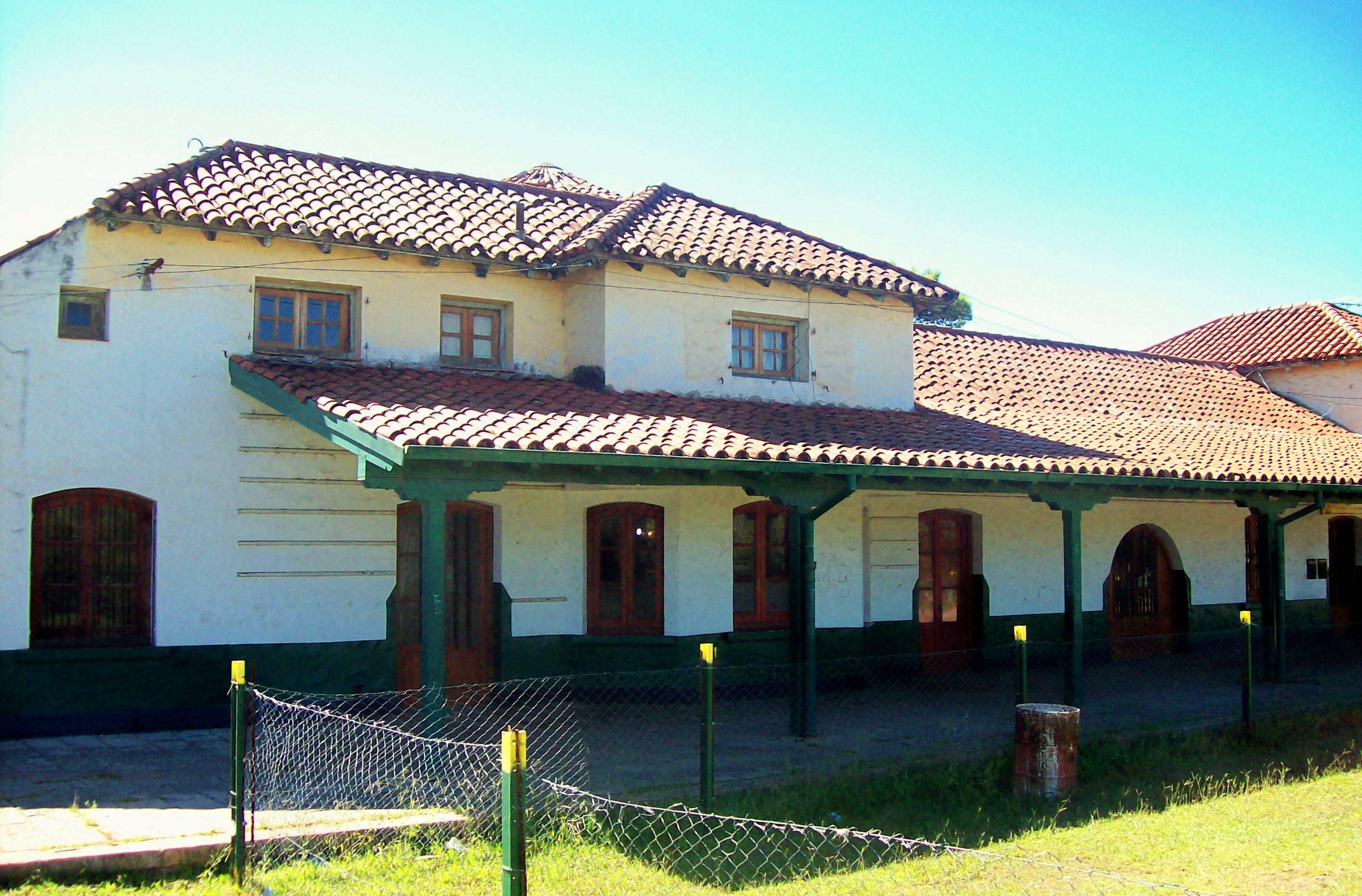
Ex-estação de Valle Hermoso, utilizada atualmente como museu e centro cultural.

O Trem das Serras, como se o conhece, foi inaugurado em 2 de julho de 1889 para o transporte de carga e passageiros entre as cidades de Córdoba e Cruz del Eje recorrendo uma distância de 147 km, seu apogeu se deu em meados dos anos 1960 quando este ramal levava uma grande quantidade de habitantes do Vale de Punilla assim como a turistas provenientes das cidades de Córdoba, Buenos Aires e Rosário por módicos preços - incluindo serviços de comida a bordo - em carro motores ou carromotores.1 Em 1977 este serviço de trens deixou de funcionar. Com a reestruturação da rede ferroviária argentina levada adiante pelo governo de Carlos Menem, centrada na liquidação da estatal Ferrocarriles Argentinos, o ramal A-1 do Ferrocarril Belgrano foi transferido para a província de Córdoba cujo governo de então declarou "incapaz de financiar o serviço".
Em 1993 o Grupo Alcázar, uma sociedade de capitais cordobeses que explorava o zoológico da cidade de Córdoba e o Autódromo Oscar Cabalén, localizado no caminho para Alta Gracia, pediu e obteve a concessão para operar-lo como trem turístico. Durante sete anos a empresa operou o serviço entre a capital cordobesa e Capilla del Monte, uns 100 km, mas em 2001 deixou de circular por raiz de certos inconvenientes judiciais.
Anos depois a concessão foi cancelada pelo governo cordobés — segundo o decreto 1274, de outubro de 2004— "por culpa do concessionário da exploração do Ramal A-1 do ex-Ferrocarril Belgrano, concedida à Empresa Ferrocarril Córdoba Central SA". Foi o Ente Regulador de Servicios Públicos (ERSEp) de Córdoba que aconselhou ao Poder Executivo declarar a rescisão por causas imputáveis ao concessionário, já que o serviço de passageiros estava suspenso desde maio de 2001. O organismo fundou sua recomendação assinalando que constatou que o estado do ramal "desvirtuava o objeto principal do contrato de concessão, qual era a reabilitação e reativação do Ramal A-1".
Em 2007 a província reverteu o manejo do ramal ao governo nacional, no marco de um plano de reativação através de uma nova concessão. No dia 10 de agosto de 2007 se levou a cabo a reinauguração de uma parte do ramal, precisamente o trajeto Rodriguez del Busto - La Calera, reimplantando o serviço turístico de passageiros. Foi designada operadora a empresa Ferrocentral, consórcio entre as também concessionárias Nuevo Central Argentino (NCA) e Ferrovías que tem também a seu cargo a corrida de serviços de passageiros entre a porteña estação Retiro Mitre e Córdoba e San Miguel de Tucumán.
Em uma primeira fase experimental o recorrido se cumpre em um tempo estimado de 40 minutos, com três duplas do tipo diesel elétricas de origem portuguesa (Série 9600 da CP) com capacidade para 120 passageiros por formação. As unidades, marca Alstom e fabricadas em 1977, foram adquiridas pelo Estado argentino da Comboios de Portugal e modernizadas pela empresa Emepa em seus galpões de Chascomús. Se previa que para o segundo semestre de 2007 estivera completo o percurso até a cidade de Cruz del Eje, reabilitação que a fins de 2008 não se tem feito efetivamente. Testa explicou que "o serviço será reabilitado por etapas, à medida que se reparem as vias e se incorpore novo material rodante comprado recentemente em Portugal".

## Presente

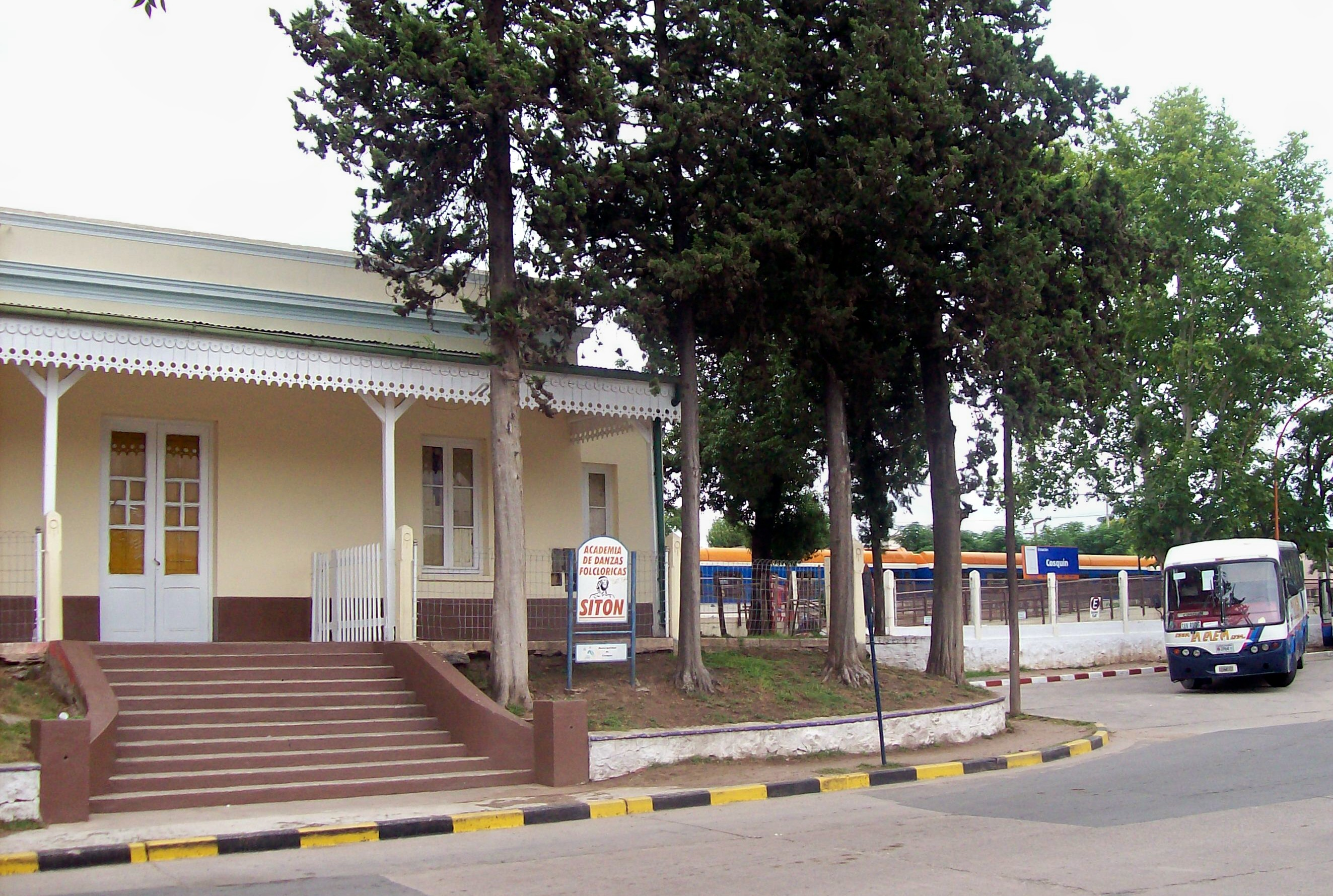
Estação Cosquín.

Hoje se encontra reabilitado 40% de seu recorrido total. A meados de agosto de 2007 se pôs em funcionamento a fase experimental, correspondente a 1ª Etapa, entre as estações Rodríguez del Busto e La Calera (Córdoba).
Para este serviço se incorporaram três novas formações com capacidade para 117 passageiros cada uma. Se lhes realizou reparação e redesenho integral da carroceria e cabine de controle com novos elementos de segurança, colocação de portas automáticas, e incorporação de banheiros químicos, para oferecer um serviço seguro e ecológico ao nível dos exigentes estandartes de transporte ferroviário internacional. Em 7 de julho de 2008 se habilitou o tramo La Calera-Cosquín, passando por um de seus maiores atrativos naturais, a quebrada de Bamba, onde se encontra uma estação de embarque e desembarque de passageiros. Em 22 de junho de 2009 a nova cabeceira de saida dos trens é a estação Alta Córdoba, com motivo da implementação do Ferrourbano, que implicou a reabilitação do tramo R. del Busto-Alta Córdoba. Desta forma, R. del Busto passou a ser uma simples estação intermediária.

## Trajeto e principais estações
O recorrido deste ferrocarril de bitola métrica é de 150,8 km passando de leste a oeste e de sul a norte pelas seguintes estações:
- Alta Córdoba
- Rodríguez del Busto
- Saldán
- Argüello
- Dumesnil
- La Calera
- Comuna San Roque
- Bialet Massé
- Santa María de Punilla
- Cosquín
- Molinari
- Casa Grande
- Valle Hermoso
- La Falda
- Huerta Grande
- Villa Giardino
- La Cumbre
- San Esteban
- Capilla del Monte
- Charbonier
- Cruz del Eje